# NGC 683
NGC 683 je galaksija u zviježđu Ovan.

## Vanjske poveznice
- SEDS: NGC 0683